# Resolución 79 del Consejo de Seguridad de las Naciones Unidas
La Resolución 79 del Consejo de Seguridad de las Naciones Unidas fue adoptada el 17 de enero de 1950. Habiendo recibido el texto de la Resolución 300 de la Asamblea General de las Naciones Unidas relativa a la regulación y reducción general de las fuerzas armadas y armamento convencional, el Consejo decidió transmitir la resolución a la Comisión de Armamento Convencional para su estudio de acuerdo con el plan de trabajo de la Comisión.
La resolución fue adoptada con nueve votos, Yugoslavia estuvo presente pero no votó y la Unión Soviética estuvo ausente.